# Blans
Blans ist mit 517 Einwohnern (2021) der einwohnerstärkste Ort im Ullerup Sogn und liegt in der süddänischen Sønderborg Kommune. Blans befindet sich ca. 8 km nordöstlich von Gråsten und 11 km nordwestlich von Sønderborg.

## Namensherkunft
Der erstmals am 14. Dezember 1315 als Blaanes erwähnte Ortsname besteht aus dem dänischen Adjektiv blaa „dunkel“ und der Ortsnamen-Endung -næs „Küsten- oder Landvorsprung, Halbinsel“; damit bedeutet er so viel wie „die dunkle Halbinsel“.

## Sehenswürdigkeiten
Etwa 2 km nordwestlich von Blans gibt es einen ungefähr 35 m langen, 12 m breiten und 2,50 m hohen und Grabhügel namens Brudehøj, der aus der Steinzeit stammt. Der Name Brudehøj bedeutet wörtlich „Brauthügel“, da das Steinzeitgrab mit einer Sage verbunden ist, dass hier eine junge Frau auf ihrer Brautfahrt vom Teufel geholt worden sei.

## Persönlichkeiten
- Maria Madsen (1900–1974), Krankenschwester und Pflegepädagogin, Präsidentin des dänischen Krankenpflegerats